# Wallestein het Monster
Wallestein het Monster is een Italiaanse strip, uitgegeven door Fummetti. Net zoals de meeste uitgaven van deze uitgeverij betreft het een strip die zich richt op een volwassen publiek. Hij wordt gekenmerkt door zijn gewelddadige en erotische toon. 

## Synopsis
Graaf Jimmy Wallestein wordt vermoord door zijn zus en haar minnaar. Zij weten echter niet dat Jimmy Wallestein een bastaardzoon heeft met een misvormd gelaat. Deze zoon wreekt zich op een beestachtige wijze op de moordenaars van zijn vader, en neemt nadien diens identiteit aan door zijn gelaat te verbergen onder een masker.
Als Jimmy Wallestein leidt het monster een "dubbelleven", dat van de playboy miljonair en dat van monsterlijke "wreker". In een bepaald verhaal gaat hij echter op zoek naar het ontvoerde zoontje van een vriend en het wordt duidelijk dat hij kinderen geen kwaad doet. Gelet op de manier waarop hij zijn tegenstanders straft kan men zich afvragen of de hoofdpersoon kwaad- of goedaardig is.

## Trivia
- Er bestaat ook een landgoed genaamd "Wallestein", maar dit heeft niets te maken met het personage. Noch heeft hij iets gemeen met de historische figuur Wallenstein.
- Toevallig lijkt het monster wel sterk op "Toxie" uit de films van "Toxic Avenger" (maar dan zonder de humor). Een ander film personage dat sterk op hem lijkt is Darkman van Sam Raimi.